# Аббасов, Фарзали Гатам оглы
Фарзали Гатам оглы Аббасов (азерб. Fərzəli Hətəm oğlu Abbasov; род. 1932, Гёйджали, Казахский район) — советский азербайджанский виноградарь, Герой Социалистического Труда (1980).

## Биография
Родился в 1932 году в селе Гейджали (ныне — в Агстафинском районе).
Окончил Казахский сельскохозяйственный техникум (1968), факультет виноградарства и овощеводства Азербайджанского сельскохозяйственного института имени Агамали оглы (1981).
С 1949 года — колхозник, звеньевой. В 1952 году прошёл военную службу. В 1952—1964 годах — бригадир строительной бригады колхозов имени Нариманова и имени Ленина Акстафинского (с 1959 года в составе Казахского района) района. С 1964 года — бригадир виноградарской бригады совхоза имени Самеда Вургуна Казахского района. С 1990 года — председатель Исполнительного Комитета Калининкендского поселкового Совета народных депутатов, с 1991 года — представитель исполнительной власти Акстафинского района в селе Гейджали.
Фарзали Аббасов проявил себя на работе опытным виноградарем и умелым руководителем. Под руководством виноградаря бригада вышла в одни из самых передовых в республике. По предложению бригадира виноградарей в колхозе были созданы все условия для максимальной механизации сбора винограда, начато применение передовой практики, новых изобретений агротехников. Виноградарь стал инициатором создания в колхозе движения за выполнение двух пятилеток в одну. Наиболее высоких результатов достигла бригада в период десятой пятилетки: её план бригада Аббасова выполнила досрочно. В 1976 году коллектив бригады под руководством Аббасова получил 146 центнеров винограда с каждого гектара на площади 70 гектаров, в 1977 году бригада получила 1,5 тысяч тонн винограда. В 1980 году бригада получила 1400 тонн винограда вместо плановых 490 тонн.
Указом Президиума Верховного Совета СССР от 3 октября 1980 года за выдающиеся успехи, достигнутые в досрочном выполнении заданий десятой пятилетки по производству продукции промышленности и сельского хозяйства Аббасову Фарзали Гатам оглы присвоено звание Героя Социалистического Труда со вручением ордена Ленина и золотой медали «Серп и Молот».
Активно участвовал в общественной жизни Советского Союза и Азербайджана. Член КПСС с 1955 года. Депутат Совета Национальностей Верховного Совета СССР 9-го и 10-го созыва от Казахского избирательного округа № 208 Азербайджанской ССР. Депутат Верховного Совета Азербайджанской ССР 11-го созыва. В 1971—1990 годах член бюро Казахского Районного Комитета партии, в 1975—1990 годах член ЦК КП Азербайджана.
С 2002 года — президентский пенсионер.